# Eleuthemis
Eleuthemis is een geslacht van libellen (Odonata) uit de familie van de korenbouten (Libellulidae).

## Soorten
Eleuthemis omvat 1 soort:
- Eleuthemis buettikoferi Ris, 1910